# Granja de cuerpos

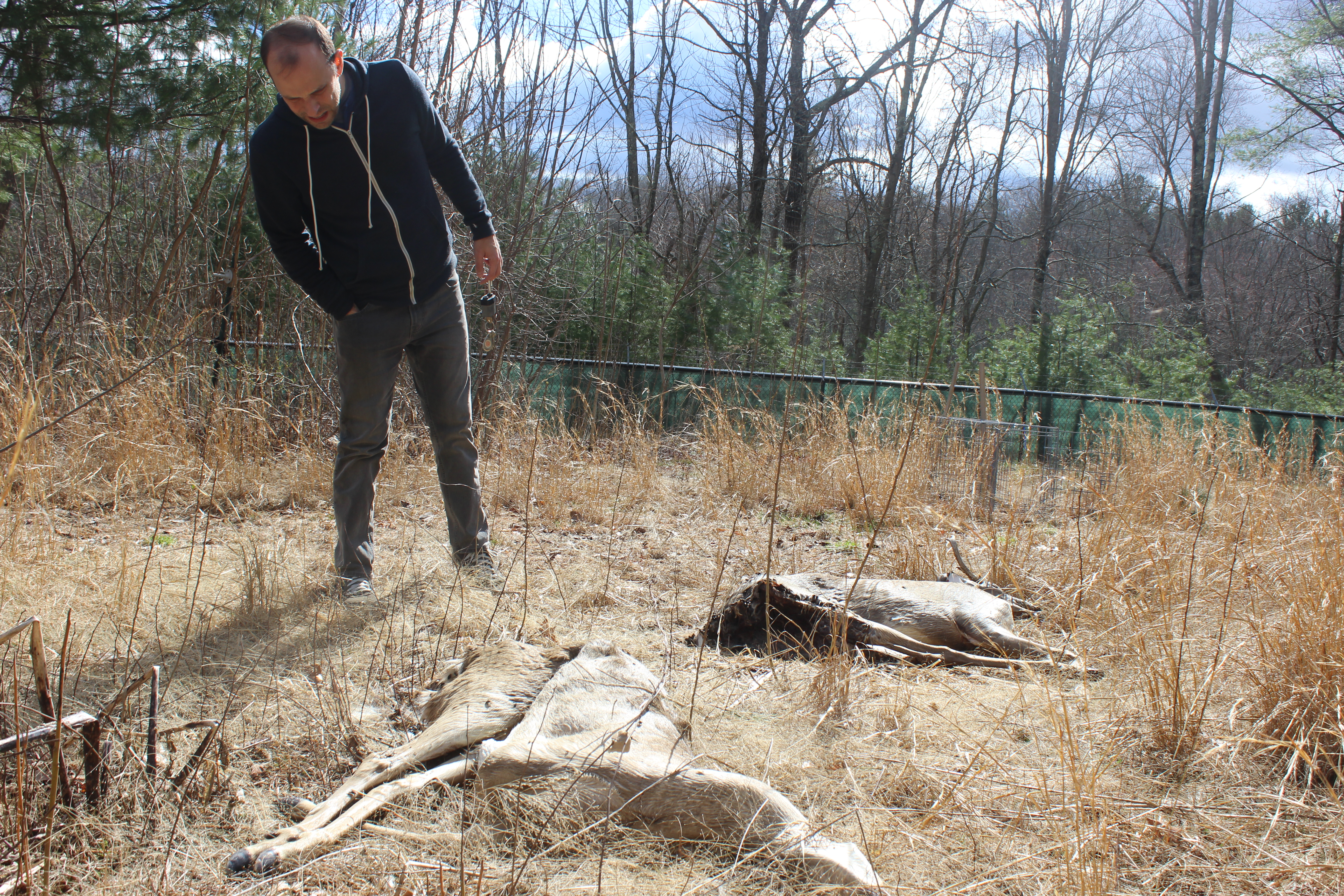
Cadáver de ciervo en las instalaciones de la Universidad de Boston destinadas al estudio de la descomposición.

Granja de cuerpos es la denominación informal del Complejo de Antropología Forense de la Universidad de Tennessee. Se trata de una zona de aproximadamente 1,2 hectáreas situada en una colina que mira hacia el río Tennessee, utilizada para el estudio del proceso de descomposición en cadáveres humanos bajo diferentes condiciones. Cada año se monitorizan unos 30 cadáveres, que proceden de varias fuentes: personas que donan su cuerpo específicamente al Complejo, personas que donan su cuerpo a la ciencia sin indicar su destino, cadáveres sin identificar y que no son reclamados.

## Historia
El complejo fue ideado en 1971 por William Bass, un antropólogo forense interesado en la entomología forense, de la que hasta entonces prácticamente no había estudios.